# Moquiniastrum
Moquiniastrum é o nome de um gênero de plantas (arbustos, subarbustos e árvores) da família das Asteraceae.

## Distribuição
São nativas do Brasil (não endémicas) que ocorrem no: Nordeste (Bahia, Ceará, Maranhão, Pernambuco); Centro-Oeste (Distrito Federal, Goiás, Mato Grosso do Sul, Mato Grosso); Sudeste (Espírito Santo, Minas Gerais, Rio de Janeiro, São Paulo); Sul (Paraná, Rio Grande do Sul, Santa Catarina). Os Domínios Fitogeográficos são: Caatinga, Cerrado, Mata Atlântica, Pampa.

## Espécies do Gênero
Moquiniastrum argyreum (Dusén ex Malme) G. Sancho,
Moquiniastrum barrosoae (Cabrera) G. Sancho, 
Moquiniastrum blanchetianum (DC.) G. Sancho, 
Moquiniastrum cinereum (Hook. & Arn.) G. Sancho, 
Moquiniastrum cordatum (Less.) G. Sancho, 
Moquiniastrum densicephalum Cabrera) G. Sancho, 
Moquiniastrum discolor Baker) G. Sancho, 
Moquiniastrum floribundum (Cabrera) G. Sancho, 
Moquiniastrum gardneri (Baker) G. Sancho, 
Moquiniastrum glabrum Roque, Neves & A. Teles, 
Moquiniastrum hatschbachii (Cabrera) G. Sancho, 
Moquiniastrum haumanianum (Cabrera) G. Sancho, 
Moquiniastrum mollissimum (Malme) G. Sancho, 
Moquiniastrum oligocephalum (Gardner) G. Sancho, 
Moquiniastrum paniculatum (Less.) G. Sancho, 
Moquiniastrum polymorphum (Less.) G. Sancho, 
Moquiniastrum pulchrum (Cabrera) G.Sancho, 
Moquiniastrum ramboi (Cabrera) G. Sancho, 
Moquiniastrum sordidum (Less.) G. Sancho, 

Moquiniastrum velutinum (Bong.) G. Sancho